# اقتصاد اندونزی
اقتصاد اندونزی بزرگ‌ترین اقتصاد در جنوب شرق آسیا و یکی از اقتصادهای بازار در حال ظهور است. اندونزی به عنوان یک کشور با درآمد متوسط و عضو گروه ۲۰ به عنوان یک کشور تازه صنعتی‌شده طبقه‌بندی شده‌است. این کشور هفدهمین اقتصاد بزرگ جهان از نظر تولید ناخالص داخلی اسمی و هفتمین اقتصاد بزرگ از نظر تولید ناخالص داخلی (PPP) است. پیش‌بینی می‌شود اقتصاد اینترنتی اندونزی که در سال ۲۰۱۹ حدود ۴۰ میلیارد دلار آمریکا بوده، تا سال ۲۰۲۵ از مرز ۱۳۰ میلیارد دلار عبور کند. اندونزی به بازار داخلی و هزینه‌های بودجه دولت و مالکیت آن بر شرکت‌های دولتی وابسته است (دولت مرکزی مالک ۱۴۱ شرکت است). مدیریت قیمت طیف وسیعی از کالاهای اساسی (از جمله برنج و برق) نیز نقش مهمی در اقتصاد بازار اندونزی ایفا می‌کند. با این حال، از دهه ۱۹۹۰ میلادی، اکثریت اقتصاد اندوزی توسط عموم اندونزیایی‌ها و شرکت‌های خارجی کنترل می‌شود.
پس از بحران مالی آسیا در سال ۱۹۹۷، دولت بخش قابل توجهی از دارایی‌های بخش خصوصی را از طریق کسب وام‌های معوقه بانکی و دارایی‌های کورپوریشن‌ها از طریق فرایند تجدید ساختار بدهی در اختیار گرفت و شرکت‌های برعهده گرفته شده چندین سال بعد برای خصوصی‌سازی فروخته شدند. از سال ۱۹۹۹ اما اقتصاد بهبود یافته‌است. رشد اقتصادی در سال‌های اخیر به بیش از ۴ تا ۶ درصد افزایش یافته است.
در سال ۲۰۱۲ میلادی، اندونزی پس از اقتصاد چین، به عنوان دومین اقتصاد سریع‌الرشد گروه ۲۰ و جایگزین اقتصاد هند شد. از آن زمان، نرخ رشد سالانه حدود ۵ درصد در نوسان بود. با این حال، اندونزی در سال ۲۰۲۰ و به دلیل همه‌گیری COVID-19 با یک رکود مواجه شد و به نرخ ۲٫۰۷-٪ سقوط کرد. این نرخ بدترین نرخ رشدی از زمان بحران سال ۱۹۹۷ میلادی بوده است.
در سال ۲۰۲۱، تولید ناخالص داخلی اندونزی به دلیل حذف محدودیت‌های COVID-19 و همچنین صادرات بی‌سابقه ناشی از افزایش قیمت کالاها، ۳٫۶۹ درصد افزایش یافت.
پیش‌بینی می‌شود اندونزی تا سال ۲۰۴۵ چهارمین اقتصاد بزرگ جهان باشد. جوکو ویدودو اعلام کرد که محاسبات کابینه وی نشان می‌دهد که تا سال ۲۰۴۵ اندونزی ۳۰۹ میلیون نفر جمعیت خواهد داشت. طبق برآورد ویدودو، رشد اقتصادی ۵ تا ۶ درصد و تولید ناخالص داخلی ۹٫۱ تریلیون دلار آمریکا خواهد بود. انتظار می‌رود درآمد سرانه اندونزی به ۲۹۰۰۰ دلار آمریکا برسد.

## نگارخانه

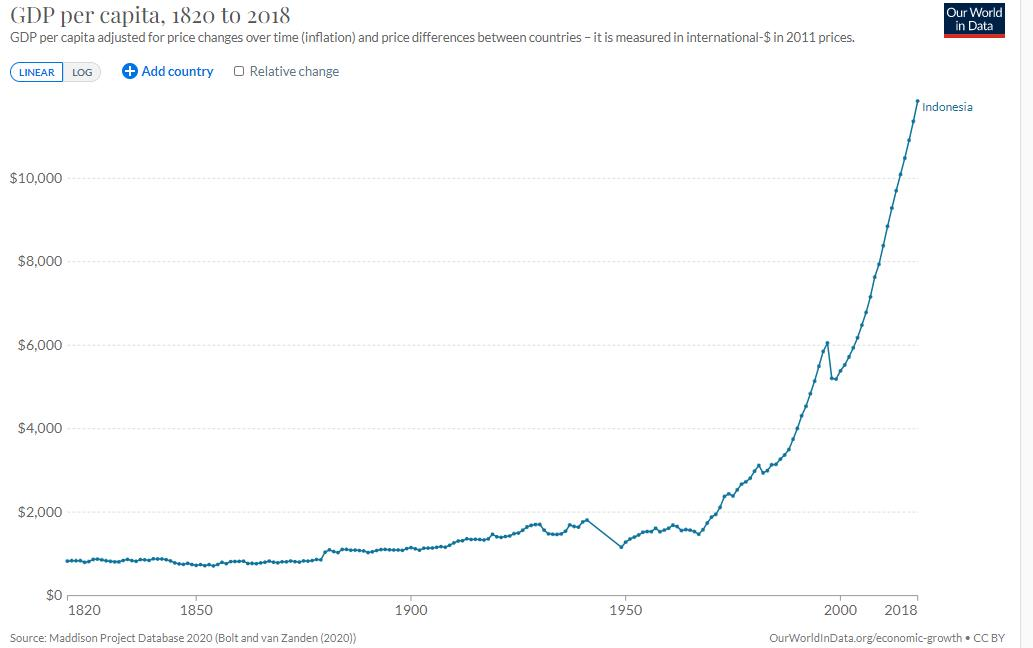
تولید ناخالص داخلی تاریخی سرانه توسعه اندونزی
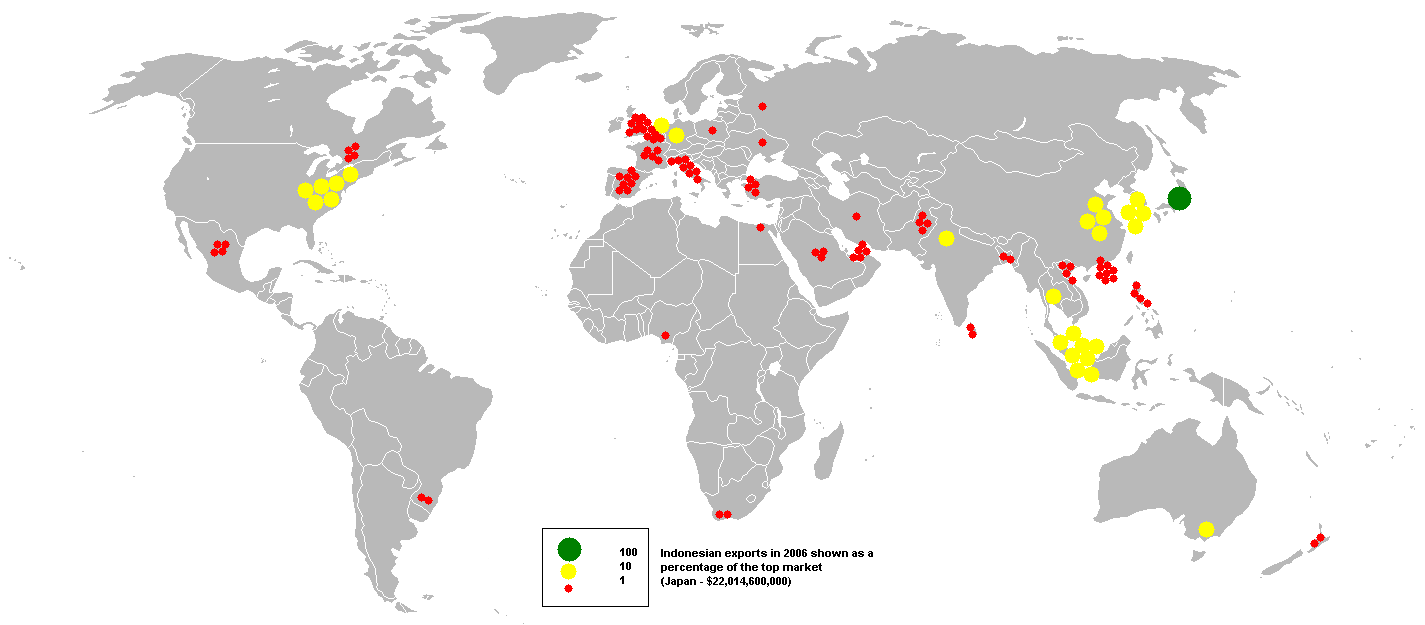
مقاصد صادراتی اندونزی، در ۲۰۰۶ میلادی